# Повнота (логіка)
Повнота (або неповнота) у математичній логіці та металогіці — характеристика формальної системи. Систему називають повною стосовно деякої властивості,  якщо кожна формула системи з даною властивістю може бути доведена за допомогою цієї системи (тобто є однією з теорем системи). У протилежному випадку система називається неповною. Поняття повноти також використовується у інших значеннях, що можуть залежати від контексту, найчастіше стосовно семантичної валідності. З інтуїтивної точки зору, система є повною , якщо в її межах можна вивести кожну формулу, яка є істинною. Докази повноти було опубліковано в різні роки Куртом Геделем, Леоном Генкіном і Емілем Леоном Постом (див. історію тези Черча–Тюрінга).

## Інші властивості, пов'язані з повнотою
Характеристика системи, обернена до повноти, називається правильність (soundness), або конзистентність: система є правильною стосовно деякої властивості (головним чином, семантичної чинності) тоді і тільки тоді, коли кожна з теорем системи має дану властивість.

## Форми повноти

### Виразні повноти
Формальна мова - це виразно повна, якщо вона може висловити предмет, для якого вона призначена.

### Функціональні повноти
Основна стаття: Функціональна повнота
Набір логічних зв'язків, які пов'язані з формальною системою, є функціонально повними, якщо вони можуть висловити всю пропозиційну функцію.

### Смислова завершеність
Смислова завершеність є протилежною стійкістю для формальних систем. Формальна система є повною щодо «семантично повній», коли всі її тавтології є теоремами, тоді як формальна система є «звук», коли всі теореми тавтології (тобто, вони є семантично допустимі до формул: формули, справжні при будь-якій інтерпретації мовної системи, що узгоджується з правилами системи). Тобто,
```
       
⊨ S φ   →   ⊢ S φ.
[
1
]
```

Наприклад, теорема про повноту Геделя визначає смислову завершеність в логіці першого порядку.

### Сильна повнота
Формальна система S настійно повна або повна в сильному сенсі, якщо для будь-якого набору Γ приміщення, будь-яку формулу, яка семантично випливає з Γ похідне від Γ. Тобто
```
       
Γ ⊨ S φ   →   Γ ⊢ S φ
 .
```

### Спростування повноти
Формальна система S є спростування-повною, якщо вона здатна вивести хибу з кожного набору формул, які ніколи не виконуються. Тобто,
```
      
Γ ⊨ S ⊥ →   Γ ⊢ S ⊥
 .
[
2
]
```

Кожна настійно повна система теж спростування-повній. Інтуїтивно, сильна повнота означає, що, враховуючись формулою, наведеною Γ , можна обчислити всі семантичні наслідки φ на Γ , а спростування-повнота означає, що, враховуючи формулу набору Γ мені , можливо, щоб перевірити, чи φ є семантичний наслідок Γ.
Приклади спростування-комплексної системи включають в себе: ВЛВ-резолюцію на Диз'юнкті Горна, накладенням на підрядне эквациональной логіки першого порядку, правило резолюції на пропозицію наборів. останній не сильно повний: наприклад,  { a } ⊨ a ∨ b тримає навіть у пропозиційну підмножину першого порядку логіки, але  a ∨ b не може бути похідним від  { a } резолюції. Однак,  { a , ¬ ( a ∨ b ) } ⊢ ⊥ може бути похідним.

### Синтаксична завершеність
Формальна система S є синтаксично повною або дедуктивно повною або максимально повною, якщо за кожне речення (замкнену формула) φ мови системи або φ, або φ теорема С. Це також називається запереченням повноти, і сильніше, ніж смислова завершеність. В іншому сенсі, формальна система є синтаксично повною, якщо тільки немає недоказуємої пропозиції, то можуть бути додані без внесення невідповідністі. Числення висловлень і логіка першого порядку семантичні, але не синтаксично повні (наприклад, вислів пропозиційної логіки, що складається з однієї змінної висловлювання, а не теореми, як і його заперечення). Теорема Геделя про неповноту показує, що будь-яка рекурсивна система, як досить потужних, таких як арифметика Пеано, не може бути одночасно несуперечливою і синтаксично повною.

### Структурна повнота
Основна стаття: допустиме правило
У суперінтуіционістських і модальних логік, логіка є структурно повною, якщо кожне допустиме правило є виведеним.